# En fin
En fin es una serie de televisión por internet española de comedia posapocalíptica creada por David Sainz y Enrique Lojo para Prime Video. Está producida por Versus Entertainment y Diffferent Entertainment, y protagonizada por José Manuel Poga, Malena Alterio e Irene Pérez. Se estrenó en Prime Video el 13 de septiembre de 2024.

## Trama
El día en el que debería llegar el apocalipsis, Tomás (José Manuel Poga) se levanta resacoso en mitad de una orgía en una tienda de muebles. Meses antes, ante la noticia del inminente fin del mundo, abandonó a su mujer Julia (Malena Alterio) y su hija Noa (Irene Pérez) sin mirar atrás. Pero cuando el planeta errante que iba a chocar contra la Tierra pasa de largo y el mundo sigue girando, Tomás comprende la magnitud de su error. Ahora, tratará de recuperar su vida pasada y obtener el perdón de su familia, buscando reconstruir tras el no-apocalipsis un mundo que ya nunca volverá a ser igual.

## Reparto

### Principal
- Malena Alterio como Julia Fernández
- José Manuel Poga como Tomás
- Irene Pérez como Noa
- Raúl Cimas como Romero (Episodio 1; Episodio 3 - Episodio 6)
- Luisa Gavasa como María (Episodio 2; Episodio 4)

### Secundario
- Javier Botet[a] como Miguel (Episodio 1 - Episodio 2; Episodio 5)
- Chenoa como Ella misma (Episodio 1)
- Ramón Langa[b] como Presidente del Gobierno (Episodio 1; Episodio 4)
- Aarón Gómez como Nacho (Episodio 1)
- Víctor Rebull como Chino (Episodio 2; Episodio 5 - Episodio 6)
- Úrsula Murayama como Yusarmy (Episodio 2; Episodio 6)
- Dani Mantero como Molina (Episodio 3 - Episodio 6)
- Sofía Privitera como Pino (Episodio 3; Episodio 5)
- Bruno Martín como Borja (Episodio 3; Episodio 5)
- Cristina Almazán como Trini (Episodio 3; Episodio 5)
- Ken Appledorn como Adán (Episodio 3; Episodio 6)
- Ana Caldas como Eva (Episodio 3)
- Cristian de la Tierra[c] como Curro (Episodio 3 - Episodio 6)
- Gracia López como Cati (Episodio 4; Episodio 6)
- Gema Abad como Noa Dos (Episodio 6)
- Dante Beli como Juan (Episodio 6)
- Jairo Sánchez como Jairo (Episodio 6)

con la colaboración especial de
- Antonio Dechent como Canoso (Episodio 1; Episodio 4; Episodio 6)
- Pepa Rus como Manoli (Episodio 4 - Episodio 6)
- Adrián Pino como Toño (Episodio 4; Episodio 6)
- Leonor Watling como Amaia (Episodio 6)

## Episodios
| N.º | Título                              | Dirigido por | Escrito por                | Fecha de lanzamiento original |
| --- | ----------------------------------- | ------------ | -------------------------- | ----------------------------- |
| 1   | «Sofá tres plazas»                  | David Sainz  | David Sainz y Enrique Lojo | 13 de septiembre de 2024      |
| 2   | «María»                             | David Sainz  | David Sainz y Enrique Lojo | 13 de septiembre de 2024      |
| 3   | «Domingo»                           | David Sainz  | David Sainz y Enrique Lojo | 13 de septiembre de 2024      |
| 4   | «Los Cinco Jinetes del apocalipsis» | David Sainz  | David Sainz y Enrique Lojo | 13 de septiembre de 2024      |
| 5   | «Merendola»                         | David Sainz  | David Sainz y Enrique Lojo | 13 de septiembre de 2024      |
| 6   | «Apocalipsis»                       | David Sainz  | David Sainz y Enrique Lojo | 13 de septiembre de 2024      |

## Producción
El 25 de abril de 2023, durante un evento organizado por Amazon Prime Video para presentar sus próximos proyectos españoles, la plataforma de streaming anunció por primera vez la serie En fin, la cual fue creada por David Sainz y Enrique Lojo y estaría escrita por ambos y dirigida por Sainz. En agosto de 2023, Prime Video anunció que el rodaje de la serie había comenzado en Sevilla y La Antilla, y que estaría protagonizada por José Manuel Poga, Malena Alterio, Raúl Cimas e Irene Pérez. En septiembre de 2023, uno de los actores secundarios de la serie, Dani Mantero, dijo en una entrevista que el rodaje de la serie estaba previsto para concluir a finales de octubre de 2023.

## Lanzamiento y marketing
En julio de 2024, Prime Video anunció que En fin se estrenaría en su plataforma en septiembre, en un día por determinar. El 26 de agosto de 2024, Prime Video lanzó el teaser de la serie y concretó su estreno para el 13 de septiembre de 2024. El 5 de septiembre de 20234, Prime Video lanzó el tráiler final de la serie.